# Hyattsville (Maryland)
Hyattsville es una ciudad ubicada en el condado de Prince George en el estado estadounidense de Maryland. En el año 2010 tenía una población de 17557 habitantes y una densidad poblacional de 	3.135,18 personas por km².

## Geografía
Hyattsville se encuentra ubicado en las coordenadas 38°57′25″N 76°57′5″O / 38.95694, -76.95139.

## Demografía
Según la Oficina del Censo en 2000 los ingresos medios por hogar en la localidad eran de $45.355 y los ingresos medios por familia eran $51.625. Los hombres tenían unos ingresos medios de $33.163 frente a los $31.088 para las mujeres. La renta per cápita para la localidad era de $20.152. Alrededor del 10,8% de la población estaba por debajo del umbral de pobreza.